# Bernard Thareau
Bernard Thareau, né le 2 septembre 1936 à La Rouxière, mort le 29 juin 1995, est un homme politique français, syndicaliste paysan et socialiste.

## Biographie
Présent sur la liste socialiste aux élections européennes de 1979, il entre au Parlement européen en remplacement d'Edgard Pisani en 1981. Il est ensuite élu directement au Parlement européen en 1984 et 1989.